# Cobres escopidores

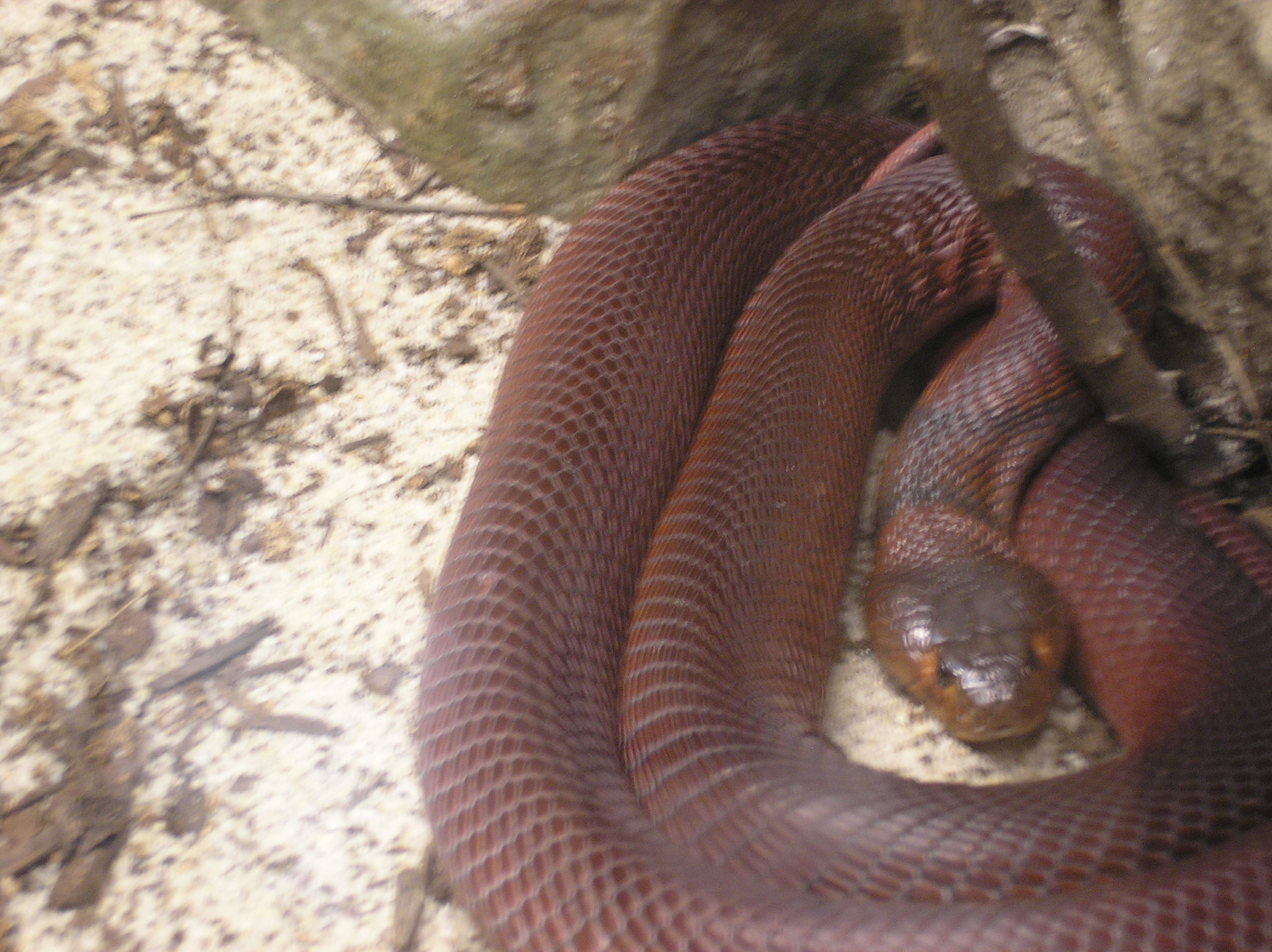
Una cobra escopidora vermella

Les cobres escopidores són diferents espècies de cobres que tenen l'habilitat de llançar verí dels seus ullals per defensar-se dels seus depredadors. El verí escopit no és perillós si la pell no té ferides. Tanmateix, si no es tracta, pot causar ceguesa permanent si el verí s'introdueix a l'ull (causa quemosi i inflamació de la còrnia).
El verí surt esquitxat en patrons geomètrics característics, usant contraccions musculars sobre les glàndules verinoses. S'ha demostrat que l'explicació que els pulmons expulsen una bufada forta d'aire per propulsar el verí no és correcta. Quan estan acorralades, algunes espècies poden escopir el verí a una distància impressionant de 2 metres. Mentre que escopir és la seva forma típica de defensar-se, totes les cobres escopidores també són capaces d'injectar verí. La majoria de verins de les cobres escopidores tenen efectes hemotòxics, per comptes dels efectes neurotòxics típics de les altres espècies de cobra.

## Espècies de cobres escopidores
Africanes:
- Naja ashei
- Naja katiensis
- Naja mossambica
- Naja nigricincta
- Naja nigricollis
- Naja nubiae
- Naja pallida

Asiàtiques:
- Naja philippinensis
- Naja samarensis
- Naja siamensis
- Naja sputatrix
- Naja sumatrana

## Altres espècies escopidores
De vegades s'han vist escopir algunes cobres i escurçons d'espècies no escopidores. Algunes cobres asiàtiques tenen tendència a escopir. La cobra de collaret (Hemachatus haemachatus) és una altra espècie d'elàpid que, tot i que no pertany al gènere Naja, també és capaç d'escopir verí.
Diverses espècies d'escurçó (en particular la Trimeresurus mangshanensis) s'han vist "llançant" o potser escopint verí quan estava amenaçades. Aquests verins escopits acostumen a tenir consistència.